# Veillonella montpellierensis
Veillonella montpellierensis è una specie di batterio appartenente alla famiglia delle Acidaminococcaceae.